# Parallamps

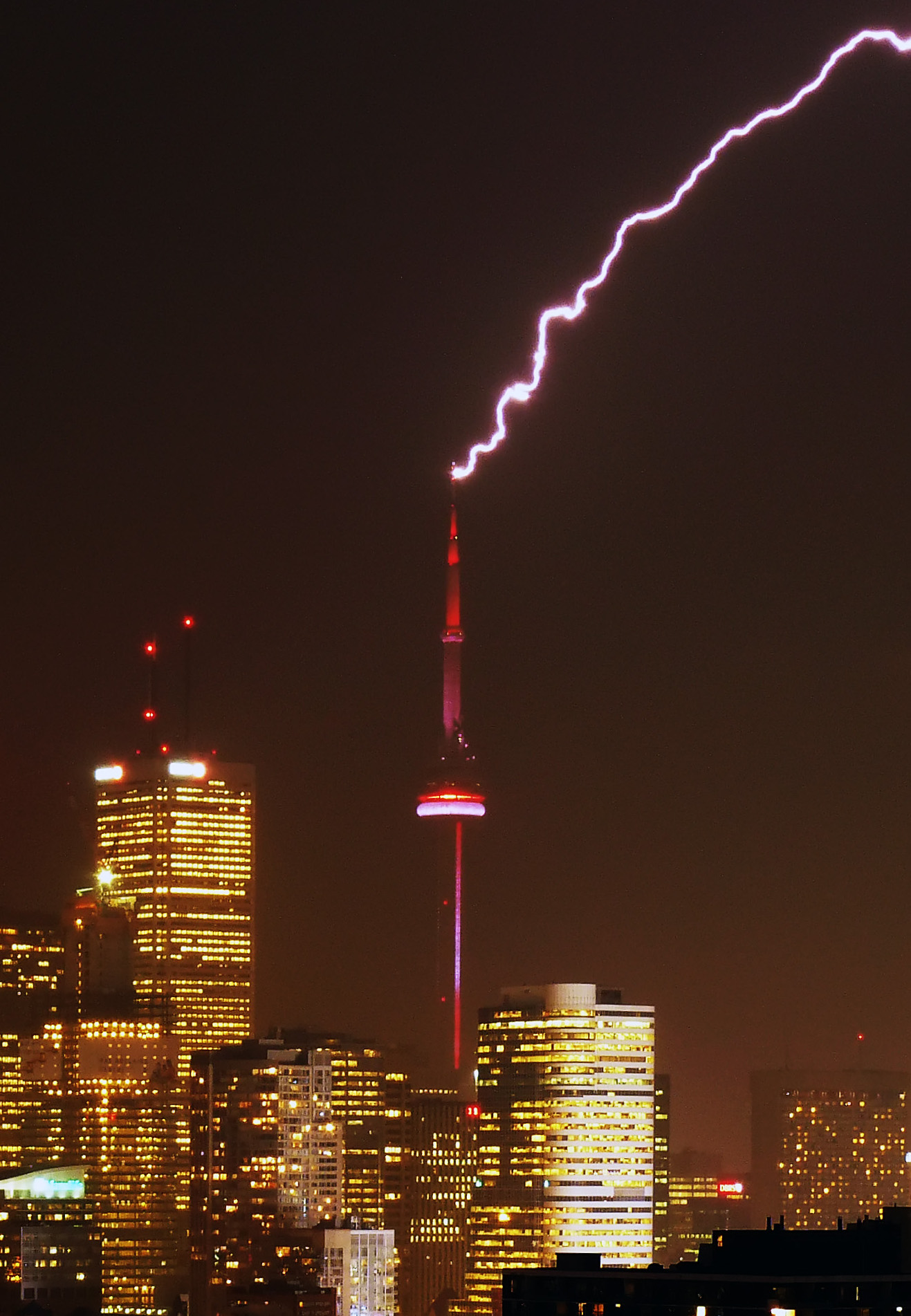
Un llamp impactant el parallamps de la Torre CN a Toronto, Canadà.

Un parallamps és un instrument de protecció envers el llamp inventat l'any 1752 per Benjamin Franklin que té per objecte esdevenir l'element amb més possibilitats de rebre l'impacte del llamp en una àrea determinada. En cas de caiguda del llamp sobre el parallamps, aquest canalitza la seva energia de forma més o menys controlada fins a la corresponent presa de terra, evitant així els possibles danys a construccions i persones presents a la zona.

## Història de la protecció contra els llamps
L'any 1752 Benjamin Franklin va dur a terme el famós experiment de l'estel amb estructura metàl·lica lligat a un fil de seda amb una clau a l'altre extrem. En comprovar que la clau estava carregada elèctricament, quedava demostrat que l'ambient també ho estava i que els llamps no eren més que descàrregues sobtades d'aquest potencial. Potser independentment a Europa el va inventar també el txec Prokop Diviš el 1754.
Des de llavors fins ara, la ciència no ha anat molt més enllà pel que fa a la protecció contra els llamps. La comunitat científica s'ha centrat en l'optimització d'aquell rudimentari màstil punxegut del segle xviii, la denominada Punta Franklin, fins a aconseguir aparells que encara cridin amb més força el llamp per intentar assegurar, almenys, el lloc de caiguda. El desenvolupament d'aquesta tècnica provoca un augment no tan sols de les probabilitats que el llamp caigui en el punt desitjat sinó també que augmenti l'activitat elèctrica a la zona.
Cap al 1920 el parallamps va experimentar una transformació a partir de les idees de Leó Szilárd al afegir-li la punta radioactiva. Es va cobrir la punta del parallamps amb unes làmines d'un element radioactiu per tal d'atreure més els llamps però aquest sistema es considerà perillós per a la salut i es procedí a la seva retirada. Des dels anys 1980 s'apliquen als parallamps dispositius ionitzants que volen tenir una major eficàcia en la captura dels llamps.

## Estructura i funcionament

Esquema d'un sistema de protecció contra llamps senzill

Un parallamps inclou una tija o màstil metàl·lic (habitualment de coure o ferro) connectat a una presa de terra mitjançant un o més cables conductors metàl·lics que pretenen convertir l'edifici protegit en una gàbia de Faraday. Les seccions de la barra i del cable han de ser suficients per a poder conduir la descàrrega del llamp sense fondre's.
Els parallamps no atreuen els llamps, com erròniament s'acostuma a pensar, sinó que per l'efecte punta del parallamps sobre el camp elèctric que l'envolta el més probable és que la descàrrega elèctrica vagi cap ell i no cap a un altre lloc. L'efecte punta provoca que el camp elèctric sigui més intens allà on el conductor presenta un radi de curvatura més petit, és a dir, allà on és més punxegut. De fet, una única punta presenta una efectivitat relativament reduïda.
Els parallamps s'instal·len en llocs elevats i, a vegades, acaben en una estructura amb diverses puntes per tal de potenciar-ne l'efectivitat.
Es considera que la zona protegida pel parallamps és un con amb l'eix i vèrtex en el propi parallamps i amb la base de radi 1,75 vegades l'altura del propi parallamps.

## Tipus de protecció contra els llamps
Tipus de sistemes parallamps:
- Parallamps
  - Punta Franklin
  - Parallamps d'encebament
- Gàbia de Faraday
- Fils armats

## Galeria d'imatges

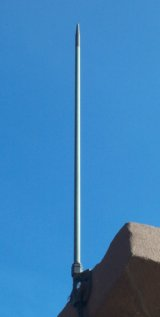
Exemple de parallamps
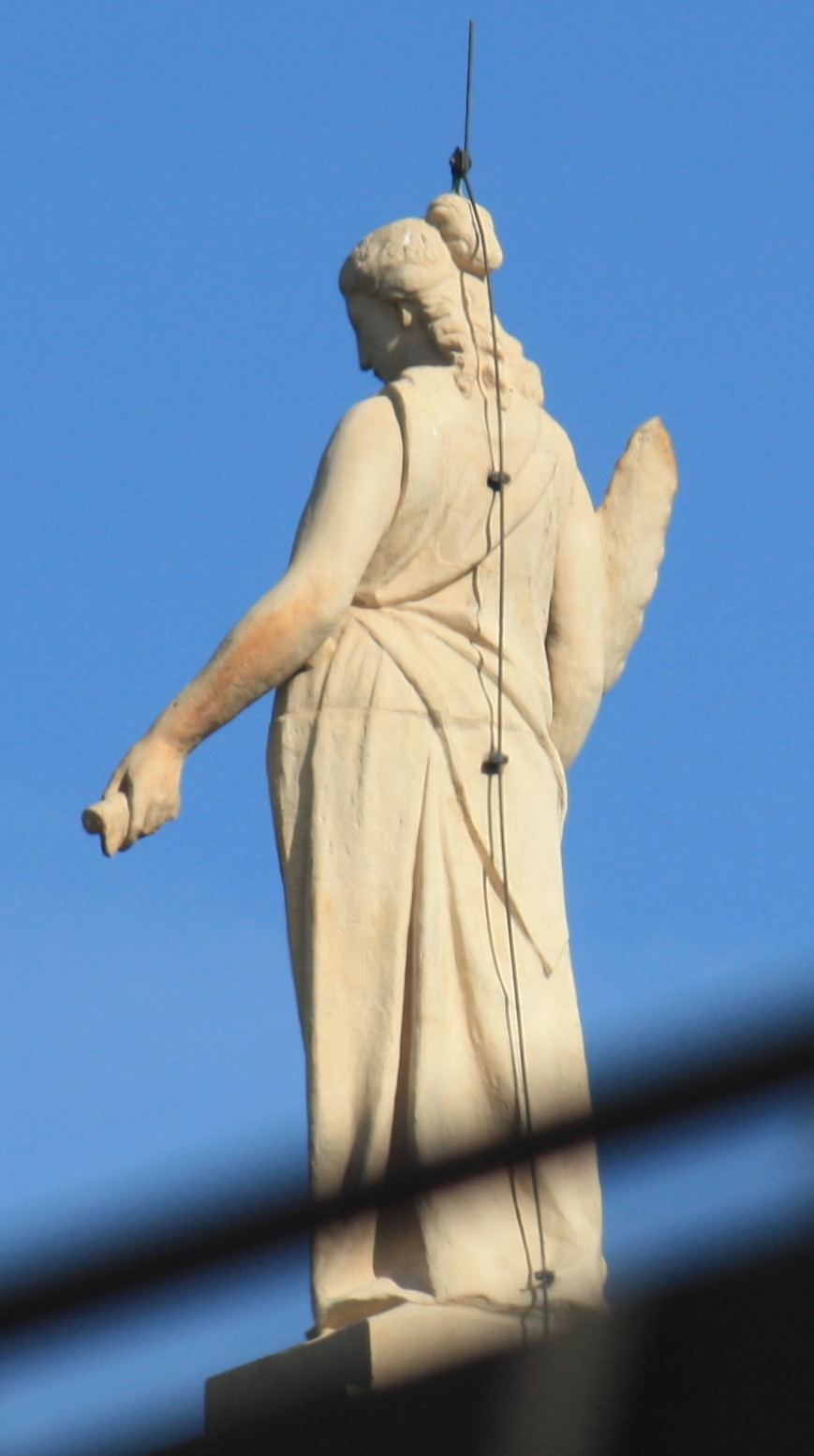
Parallamps protegint una estàtua
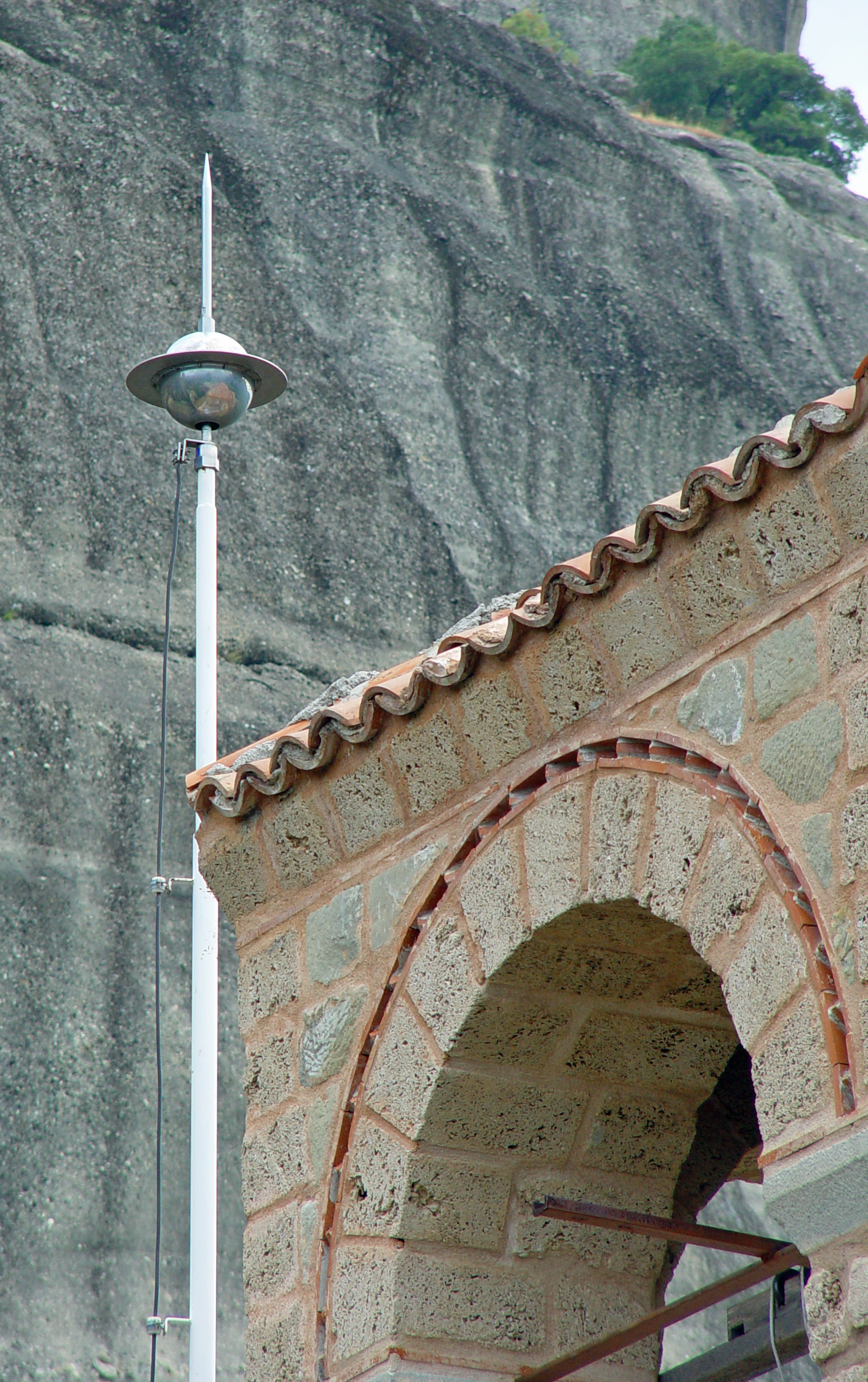
Parallamps en un campanar
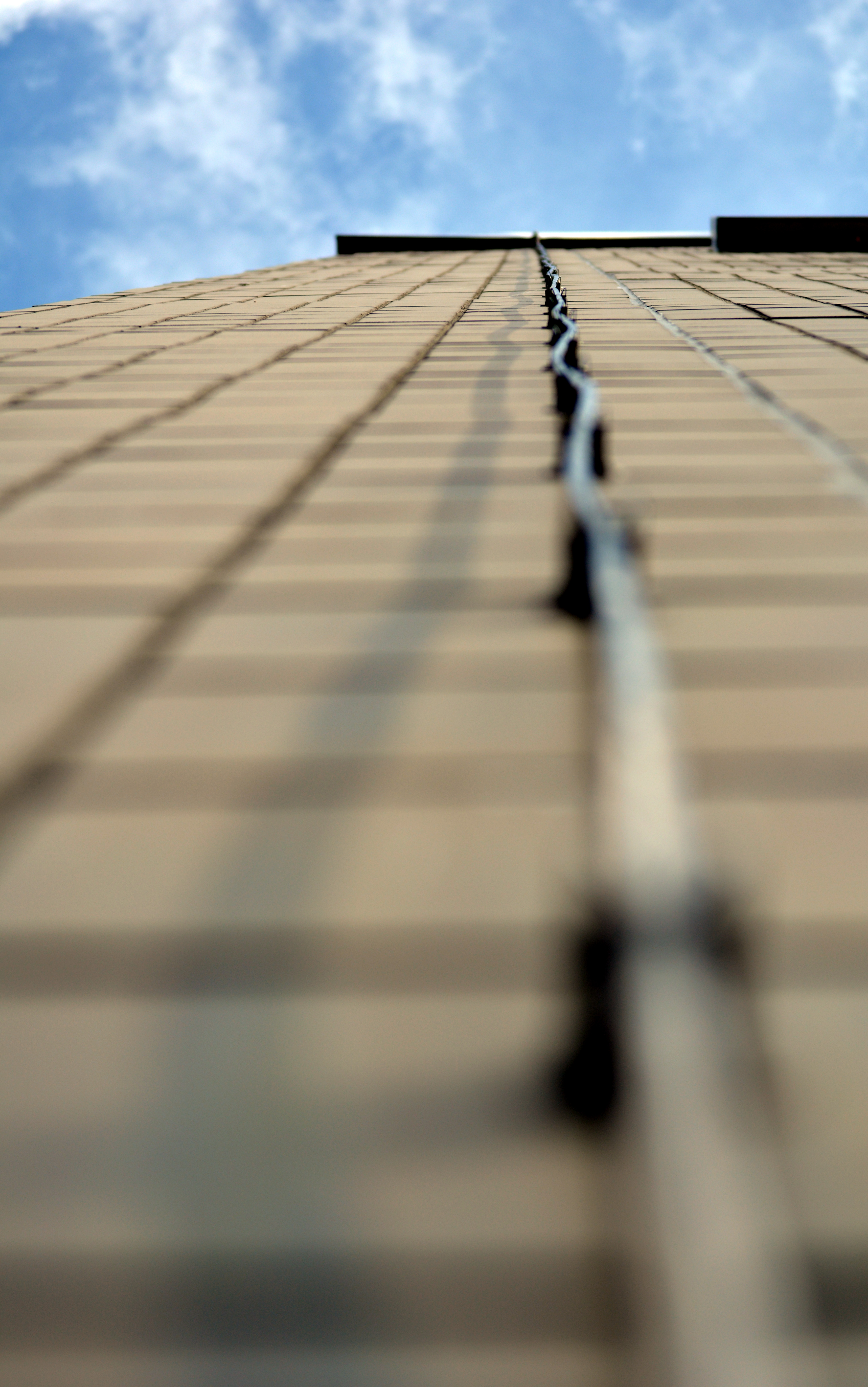
Cable de presa de terra
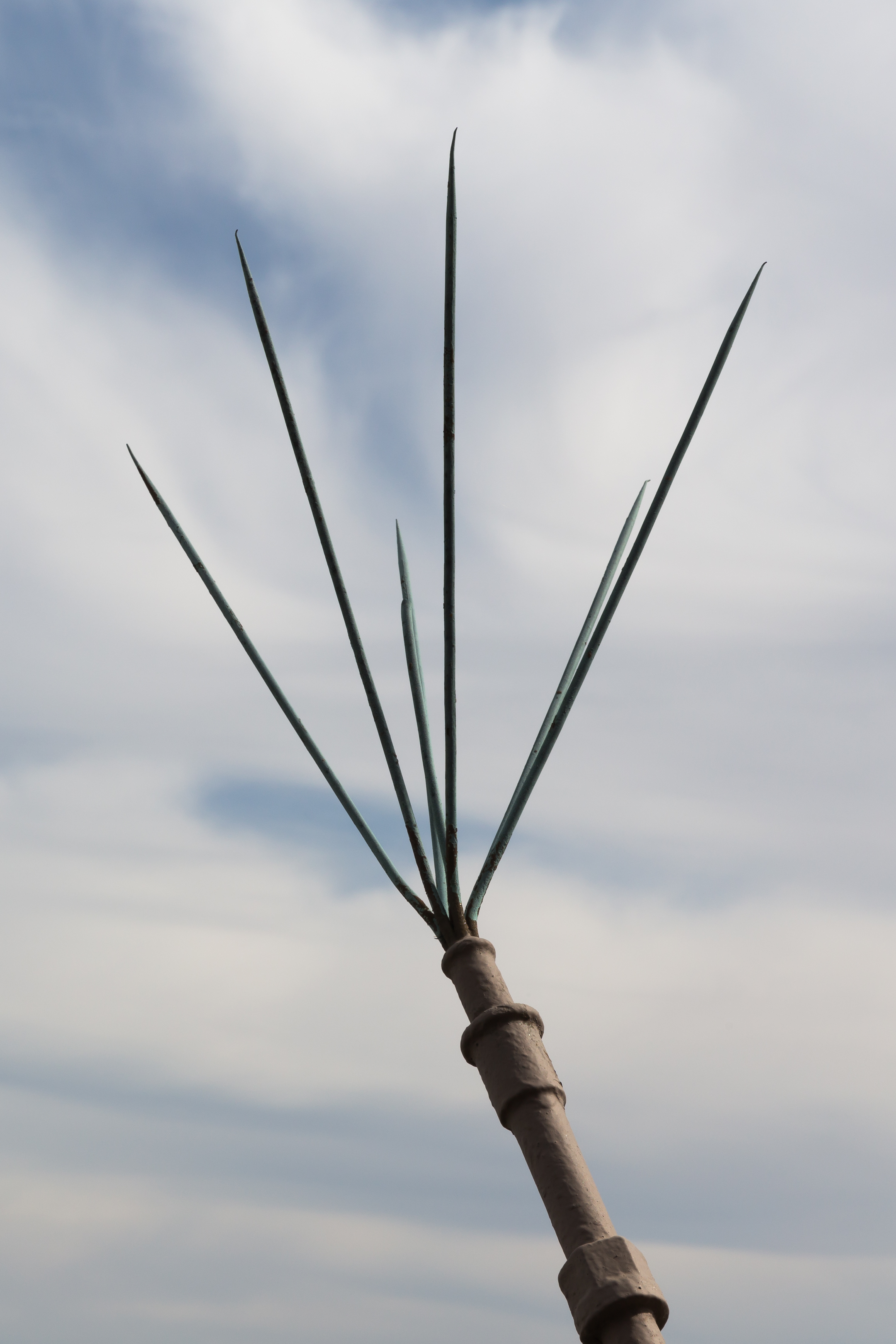
Un dels parallamps de la Torre Eiffel
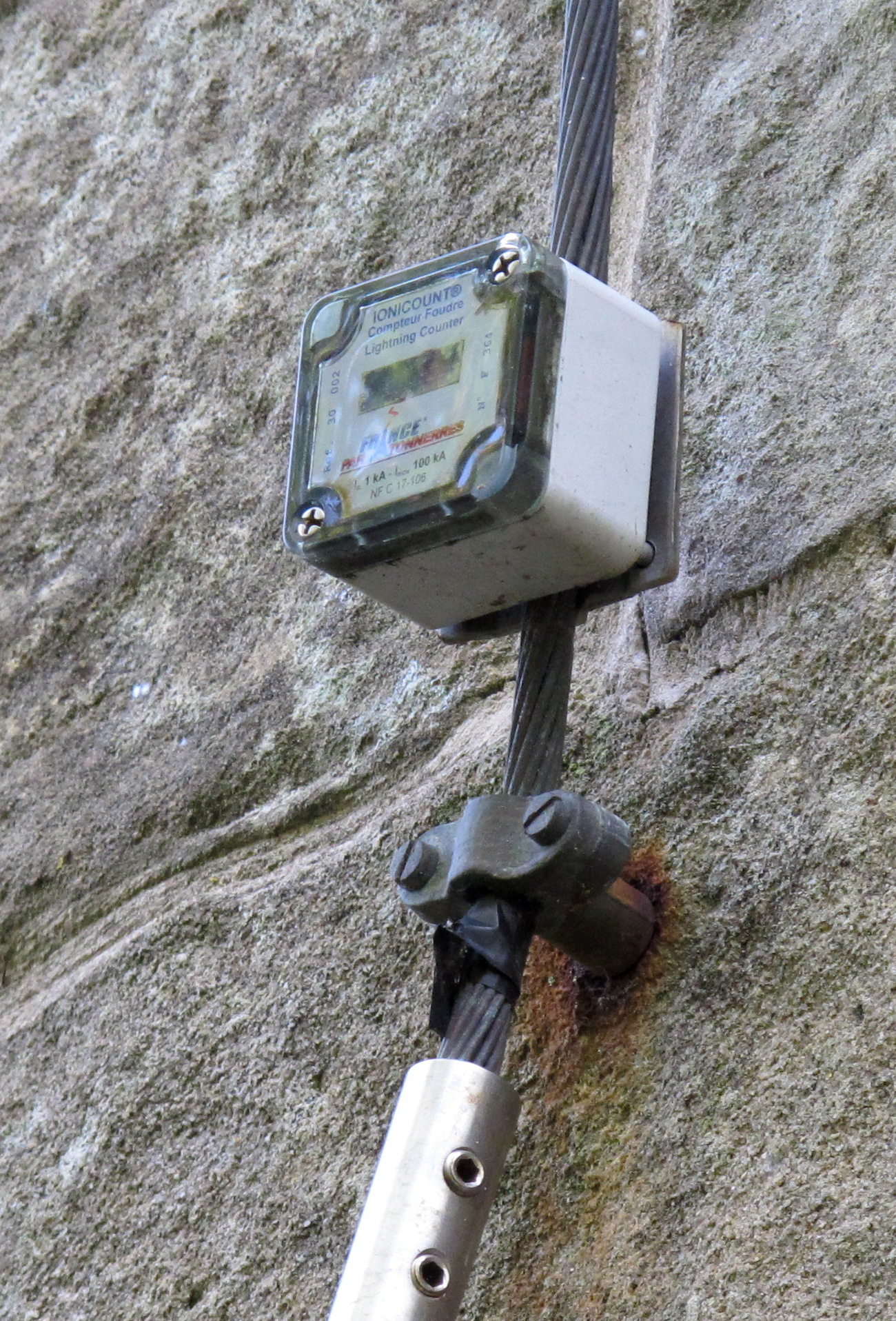
Comptador de descàrregues